# اسپرینگ لیک (فلوریدا)
اسپرینگ لیک (به انگلیسی: Spring Lake) یک منطقهٔ مسکونی در ایالات متحده آمریکا است که در شهرستان هرناندو، فلوریدا واقع شده‌است. اسپرینگ لیک ۸٫۹ کیلومتر مربع مساحت و ۴۵۸ نفر جمعیت دارد و ۹۴٫۴۹ متر بالاتر از سطح دریا قرار دارد.